# فيات جي 50 فريشيا
فيات جي.50 فريشيا ("السهم") (بالإيطالية: Fiat G.50 Freccia) هي طائرة مقاتلة إيطالية كانت تُستخدم خلال الحرب العالمية الثانية، تم تطويرها وتصنيعها بواسطة شركة الطيران فيات. عند دخولها الخدمة، أصبحت هذه الطائرة أول طائرة أحادية السطح ذات مقعد واحد مصنوعة بالكامل من المعدن في إيطاليا، ولها قمرة قيادة مغلقة وعجلة سفلية قابلة للسحب. في 26 فبراير 1937م، أجرت طائرة G.50 رحلتها الأولى. خلال أوائل عام 1938، خدمت الطائرة في القوات الجوية الإيطالية (ريجيا ايرونوتيكا) ومع ذراعها الاستطلاعية، الفيلق الجويAviazione Legionaria ، في إسبانيا، حيث تفوقت بشكل جيد في السرعة والقدرة على المناورة مع خصومها في مسرح الحرب. 
تم استخدام المقاتلة على نطاق واسع على جبهات مختلفة من قبل إيطاليا، بما في ذلك في شمال أوروبا ، وشمال أفريقيا ، والبلقان ، والبر الرئيسي الإيطالي. كانت الطائرة G.50 تواجه بشكل متكرر الطائرة البريطانية
هوكر هوريكان Hawker Hurricane ، والتي كانت سريعة بما يكفي للتغلب على الخصم الإيطالي في كثير من الأحيان، كما كانت قادرة على التفوق عليها في المدى. بالإضافة إلى ذلك، في وقت مبكر من الحرب العالمية الثانية أصبح من الواضح أن G.50 كانت تمتلك تسليحًا غير كافٍ، بما في ذلك زوج من المدافع الرشاشة Breda-SAFAT 12.7-mm. وتضمنت النماذج اللاحقة من المقاتلة تحسينات، بما في ذلك زيادة في سعة الوقود مما أدى إلى زيادة كبيرة في المدى.
تم تصدير طائرة G.50 إلى العديد من الدول في الخارج، حيث تم استخدام أعداد صغيرة منها بواسطة القوات الجوية الكرواتية بينما تم شحن 35 مقاتلة من طراز G.50 إلى فنلندا، حيث خدمت بتميز خلال كل من حرب الشتاء 1939-1940 وحرب الاستمرار 1941-1944 ضد الاتحاد السوفيتي. في الخدمة الفنلندية، ورد أن هذا النوع حقق نسبة قتل/خسارة غير مسبوقة بلغت 33/1.

## مراجع

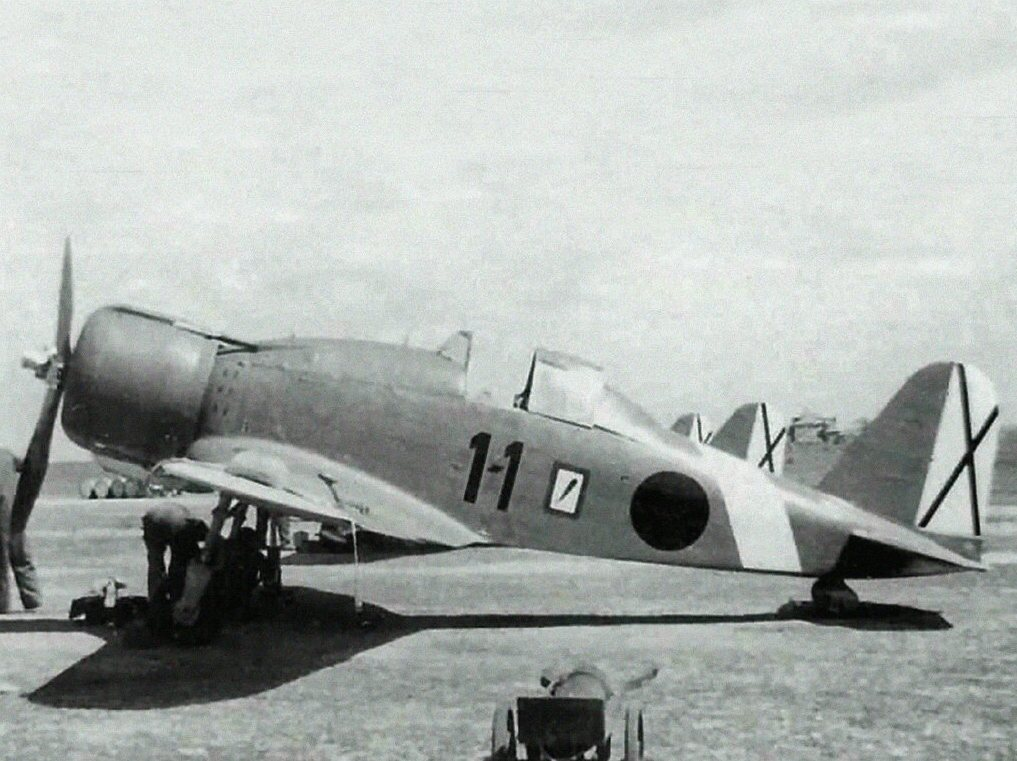
طائرة فيات G.50 "1-1" الشخصية لماريو بونزانو، في إسبانيا، يناير 1939.